# دوري كرة القدم الأمريكية 1948–49
دوري كرة القدم الأمريكية 1948–49 هو موسم من دوري كرة القدم الأمريكية ‏. فاز فيه Philadelphia Nationals ‏.

## سلسلة البطولة الفاصلة
منذ أن أنهت ثلاثة فرق الموسم بنفس مجموع النقاط ، أقيمت مباراة فاصلة للبطولة. استضاف فريق بروكلين هيسبانو الأمريكي من نيويورك في المباراة الأولى. حصل الفائز في مسابقة اللعب هذه على الحق في مواجهة فيلادلفيا ناشونالز بعد أسبوعين.